# Elecciones estatales de Bremen de 2015
Una elección estatal en Bremen se llevó a cabo el 10 de mayo de 2015, para elegir al Bürgerschaft (parlamento del estado). La elección significó una clara victoria del SPD, que pudo llegar a un acuerdo con Los Verdes para continuar con su coalición de gobierno. El 15 de julio la tercera coalición rojo-verde inició su mandato bajo el nuevo alcalde Carsten Sieling.

## Antecedentes
Tras la elección en 2011, los socialdemócratas y los Verdes habían continuado con el gobierno de coalición que habían formado en 2007. La composición del parlamento cambió varias veces desde entonces: tras la muerte de Renate Möbius; Martin Korol tomó su lugar en el parlamento como representante del SPD. Más tarde abandonó el partido y continuó como independiente antes de unirse a los Ciudadanos en Ira. Respecto a la CDU, Oğuzhan Yazıcı reemplazó a Elisabeth Motschmanns cuando esta fue elegida como diputada al Bundestag. También hubo cambios en la bancada de Alianza 90/Los Verdes, cuando el diputado Horst Frehe fue reemplazado por Jan Saffe.

### Sufragio
Todos los alemanes que habían vivido en Bremen durante al menos tres meses antes de la elección pudieron votar. Desde la última elección, la edad mínima para votar es de 16 años, mientras que el derecho a ser elegido como diputado se alcanza con la mayoría de edad.

### Sistema electoral

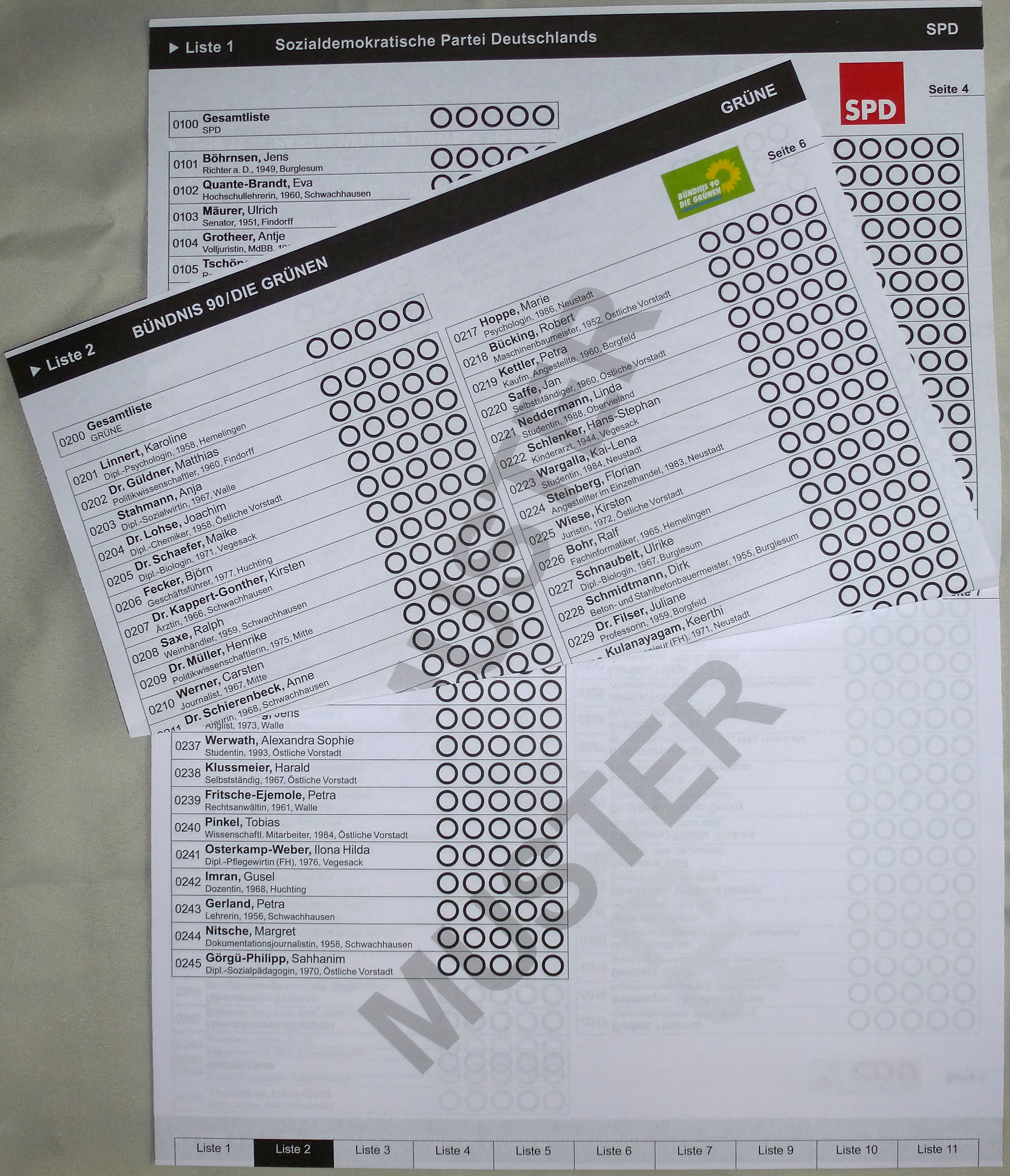
Papeleta electoral utilizada en la elección

Desde 2011, Bremen dispone de un nuevo sistema electoral. Cada votante tuvo 5 votos.  Los sistemas electorales utilizados fueron los de voto acumulativo y panachage.

## Partidos participantes
Un total de 11 partidos se enfrentaron en la elección. Los partidos que previo a la elección no estaban representados en el Bundestag de Alemania o en el Bürgerschaft, debieron presentar sus solicitudes de participación ante el Servicio Electoral a más tardar el 2 de febrero. Tuvieron plazo hasta el 2 de marzo para reunir las firmas de apoyo necesarias.
Los 11 partidos admitidos y sus candidatos fueron:
|                      | Partido Socialdemócrata de Alemania                                                                                              | Jens Böhrnsen        |
|                      | Alianza 90/Los Verdes | Karoline Linnert     |
|                      | Unión Demócrata Cristiana de Alemania                                                                                            | Elisabeth Motschmann |
|                      | Die Linke | Kristina Vogt        |
|                      | Ciudadanos en Ira | Jan Timke            |
|                      | Partido Democrático Liberal | Lencke Steiner       |
|                      | Alternativa para Alemania | Christian Schäfer    |
|                      | Partido Pirata de Alemania | Robert Bauer         |
|                      | Partido por el Trabajo, Estado de Derecho, Protección de los Animales, Incentivo a las Elites e Iniciativas Democráticas de Base | Marco Manfredini     |
|                      | Partido Ser Humano, Medio Ambiente y Protección de los Animales                                                                  | Andreas Zemke        |
| Sólo en Bremerhaven: | |                      |
|                      | Partido Nacionaldemócrata de Alemania                                                                                            | Alexander von Malek  |

## Campaña
Los temas más importantes de la campaña fueron la deuda estatal de Bremen (que alcanza los 21 millones de euros) y la legalización de la marihuana. Para esta última, estuvieron a favor Los Verdes, Die Linke y el FDP. Por otra parte, la CDU y el BIW estuvieron en contra.
A nivel general, el SPD y Los Verdes destacaron durante la campaña sus logros como gobierno durante los últimos ocho años. La CDU se concentró en la crítica al gobierno, mientras que Die Linke enfocó su campaña en temas sociales.

## Encuestas

### Partidos
| Realizador           | Fecha      |     |     |     |      |    |    |      | Piraten | Otros |
| -------------------- | ---------- | --- | --- | --- | ---- | -- | -- | ---- | ------- | ----- |
| FGW                  | 07.05.2015 | 36% | 23% | 15% | 8,5% | 3% | 5% | 6,5% | —       | 3%    |
| Infratest dimap      | 30.04.2015 | 37% | 22% | 16% | 8%   | 3% | 5% | 6%   | —       | 3%    |
| FGW                  | 30.04.2015 | 37% | 23% | 15% | 9%   | 3% | 5% | 5%   | —       | 3%    |
| INSA                 | 23.04.2015 | 37% | 25% | 12% | 9%   | 3% | 5% | 6%   | —       | 3%    |
| Infratest dimap      | 18.04.2015 | 38% | 23% | 16% | 6%   | 3% | 5% | 5%   | —       | 4%    |
| FGW                  | 26.06.2014 | 40% | 28% | 16% | 8%   | —  | 3% | —    | —       | 5%    |
| Emnid                | 14.02.2014 | 37% | 21% | 17% | 9%   | —  | 5% | 3%   | 3%      | 5%    |
| Fuente: Wahlrecht.de |            |     |     |     |      |    |    |      |         |       |

### Elección directa de Alcalde
| Encuestador             | Fecha      | Jens Böhrnsen | Elisabeth Motschmann |
| ----------------------- | ---------- | ------------- | -------------------- |
|                         |            |               |                      |
| Infratest dimap         | 10.05.2015 | 59 %          | 16 %                 |
| Forschungsgruppe Wahlen | 10.05.2015 | 65 %          | 18 %                 |
| Forschungsgruppe Wahlen | 07.05.2015 | 64 %          | 18 %                 |
| Infratest dimap         | 30.04.2015 | 59 %          | 16 %                 |
| Forschungsgruppe Wahlen | 30.04.2015 | 67 %          | 16 %                 |

## Resultados
De acuerdo a los resultados oficiales entregados por el Servicio Electoral Estatal el 27 de mayo, el resultado fue el siguiente:
|                        | #       | %       |
| ---------------------- | ------- | ------- |
| Inscritos              | 487.599 | 100,0 % |
| Votantes/Participación | 244.558 | 50,2 %  |
| Papeletas invalidadas  | 7.428   | 3,0 %   |
| Papeletas válidas      | 236.899 | 97,0 %  |

| Partido | Partido               | Votos            | %                | Escaños                 | Votos   | %      | Escaños                 | Votos       | %           | Escaños                 |
|         | Estado de Bremen      | Estado de Bremen | Estado de Bremen | Estado de Bremen        | Bremen  | Bremen | Bremen                  | Bremerhaven | Bremerhaven | Bremerhaven             |
| ------- | --------------------- | ---------------- | ---------------- | ----------------------- | ------- | ------ | ----------------------- | ----------- | ----------- | ----------------------- |
|         | SPD                   | 383 509          | 32,8%            | 30                      | 329 272 | 32,6 % | 24                      | 54 237      | 34,0 %      | 6                       |
|         | CDU                   | 261 929          | 22,4%            | 20                      | 223 796 | 22,2 % | 16                      | 38 133      | 23,9 %      | 4                       |
|         | Alianza 90/Los Verdes | 176 807          | 15,1 %           | 14                      | 158 971 | 15,8 % | 12                      | 17 836      | 11,2 %      | 2                       |
|         | DIE LINKE             | 111 485          | 9,5 %            | 8                       | 100 242 | 9,9 %  | 7                       | 11 243      | 7,0 %       | 1                       |
|         | FDP                   | 76 754           | 6,6 %            | 6                       | 68 009  | 6,7 %  | 5                       | 8745        | 5,5 %       | 1                       |
|         | AfD                   | 64 368           | 5,5 %            | 4                       | 56 432  | 5,6 %  | 4                       | 7936        | 5,0 %1      | 0                       |
|         | BIW                   | 37 759           | 3,2 %            | 1                       | 27 425  | 2,7 %  | &&&&&&&&&&&&&&00.&&&&-0 | 10 334      | 6,5 %       | 1                       |
|         | Die PARTEI            | 21 888           | 1,9 %            | &&&&&&&&&&&&&&00.&&&&-0 | 18 984  | 1,9 %  | &&&&&&&&&&&&&&00.&&&&-0 | 2904        | 1,8 %       | &&&&&&&&&&&&&&00.&&&&-0 |
|         | PIRATEN               | 17 773           | 1,5 %            | &&&&&&&&&&&&&&00.&&&&-0 | 13 842  | 1,4 %  | &&&&&&&&&&&&&&00.&&&&-0 | 3931        | 2,5 %       | &&&&&&&&&&&&&&00.&&&&-0 |
|         | Tierschutzpartei      | 13 910           | 1,2 %            | &&&&&&&&&&&&&&00.&&&&-0 | 11 690  | 1,2 %  | &&&&&&&&&&&&&&00.&&&&-0 | 2220        | 1,4 %       | &&&&&&&&&&&&&&00.&&&&-0 |
|         | NPD                   | 2170             | 0,2 %            | &&&&&&&&&&&&&&00.&&&&-0 | x       | x      | &&&&&&&&&&&&&&00.&&&&-0 | 2170        | 1,4 %       | &&&&&&&&&&&&&&00.&&&&-0 |

1 4.97%
De acuerdo con los resultados oficiales, a pesar de la pérdidas experimentadas por el SPD y los Verdes, la coalición rojiverde conservó su mayoría. La CDU y Die Linke mejoraron sus resultados, mientras que el FDP recuperó su representación y el AfD la obtuvo por primera vez. El BIW registró pérdidas menores pero mantuvo su representación.
La participación fue de un 50,2%, la más baja registrada en una elección de la antigua Alemania Occidental.
El nuevo Bürgerschaft inició sus sesiones el 1 de julio de 2015, y Christian Weber fue reelegido como presidente del mismo, obteniendo 71 votos a favor de los 83 emitidos.

## Post-elección

### Consecuencias

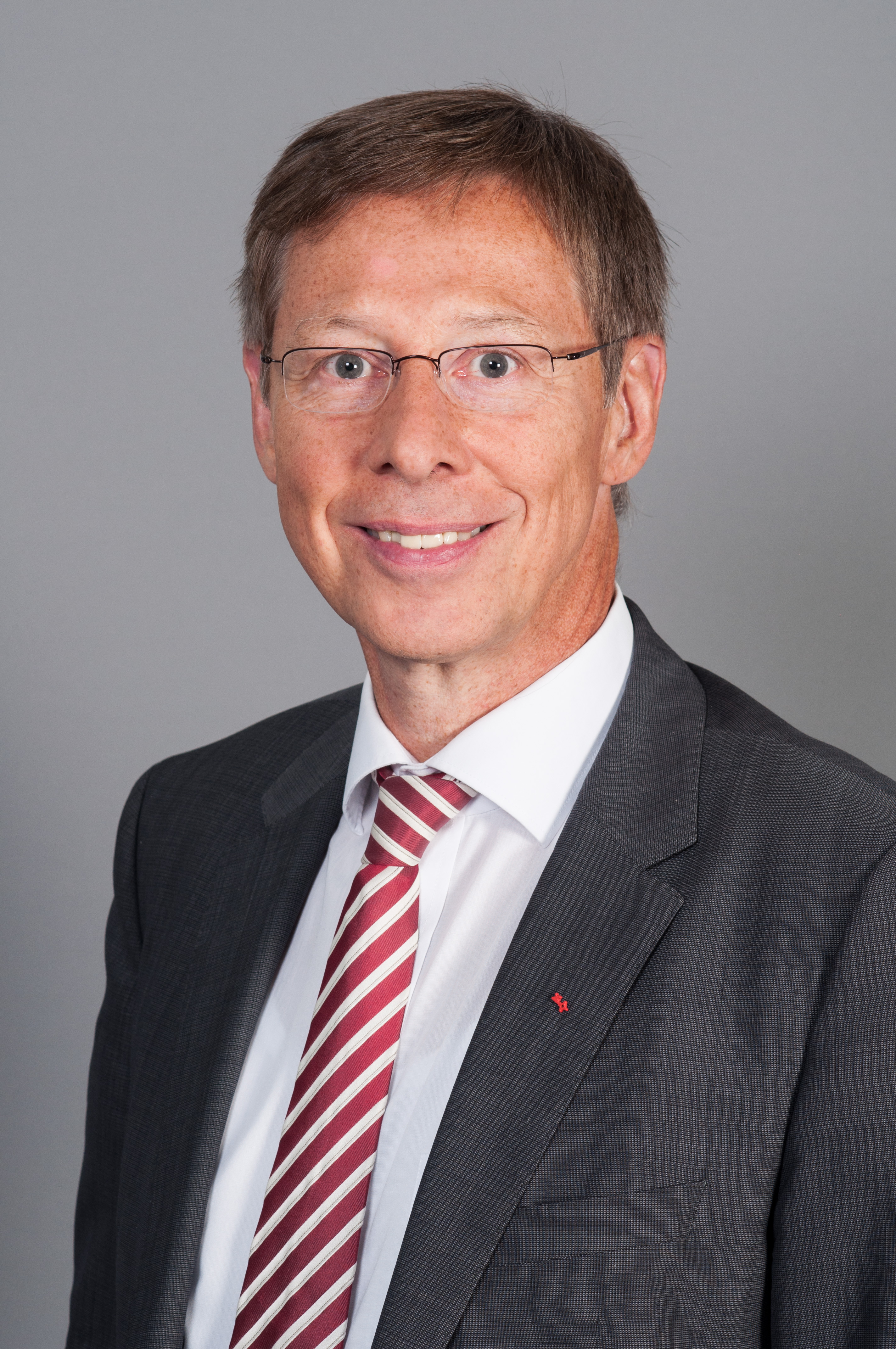
Carsten Sieling

Tras los decepcionantes resultados del SPD, Jens Böhrnsen anunció su decisión de no volver a postularse para el cargo de Alcalde una vez que el Bürgerschaft llevara a cabo la votación, declarando:

Como candidato cabeza de lista del SPD, asumo la responsabilidad por el decepcionante resultado electoral de mi partido el 10 de mayo de 2015.
Jens Böhrnsen

El 18 de mayo, la dirección estatal del SPD nominó al diputado del Bundestag Carsten Sieling como sucesor de Böhrnsen. El 2 de junio, durante un congreso del SPD, Sieling fue nominado oficialmente, siendo elegido con el 97% de los votos de los delegados del congreso.

#### Formación de gobierno
Luego de la elección, el SPD y los Verdes trataron de continuar con la coalición rojiverde. Ambos partidos iniciaron negociaciones de coalición, las cuales finalizaron exitosamente el 28 de junio de 2015. El 11 de julio, ambos partidos celebraron congresos separados, aprobando ambos la coalición de manera oficial. Los socialdemócratas aprobaron a la coalición con un 90% de los votos a favor, mientras que los Verdes lo hicieron con un 85%. El 15 de julio, luego de haberse aprobado la coalición SPD/Verdes, Sieling fue elegido nuevo alcalde de Bremen por el Parlamento regional con 46 votos a favor, 33 en contra y 3 abstenciones. Sieling incluso obtuvo dos votos de la oposición.

## Recuento de votos
El AfD obtuvo el 4,97% de los votos en Bremerhaven, razón por la cual no pudo obtener ningún escaño en esta ciudad. El partido no sobrepasó el 5% requerido por solo 48 votos, y debido a no obtener un quinto escaño (hubiera obtenido un escaño adicional si hubiera obtenido el 5%), el partido no obtuvo el estatus de fracción parlamentaria en el parlamento (esta condición se ostenta a partir de 5 diputados). El partido pidió que se llevara a cabo un recuento de votos en Bremerhaven para así detectar posibles errores en el escrutinio y obtener el escaño adicional y la condición de fracción parlamentaria. Pese a los posteriores conflictos internos en el partido (los cuales causaron que tres de los diputados lo abandonaran), la Corte Constitucional de la Ciudad Libre Hanseática de Bremen aceptó la solicitud. Sin embargo, en septiembre de 2016, al terminarse el proceso, se dictaminó que la AfD no obtendría un quinto escaño ya que había obtenido un 4.99%.